# Corpuscles de Meissner
Els corpuscles tàctils o corpuscles de Meissner són un tipus de mecanoreceptor descobert per l'anatomista Georg Meissner (1829–1905) i Rudolf Wagner. Aquest corpuscle és un tipus de terminació nerviosa a la pell que és responsable de la sensibilitat a la pressió. Tenen la seva sensibilitat més alta (llindar més baix) quan detecten vibracions entre 10 i 50 hertz. Són receptors d'adaptació ràpida. Es concentren més a la pell gruixuda i sense pèl, especialment als coixinets dels dits.
Els corpuscles tàctils són terminacions nervioses mielinitzades encapsulades, envoltades per cèl·lules de Schwann. L'encapsulació consta de cèl·lules de suport aplanades disposades com a làmines horitzontals envoltades per una càpsula de teixit conjuntiu.
Es distribueixen en diverses zones de la pell, però es concentren en zones especialment sensibles al tacte lleuger, com els dits, els llavis i el prepuci masculí. Més concretament, es troben principalment a la pell glabra just a sota de l'epidermis dins de les papil·les dèrmiques.